# Josefsplatz (Wien)
Der Josefsplatz befindet sich im 1. Wiener Gemeindebezirk, der Inneren Stadt, und gehört zum Areal der Hofburg. Der nach Kaiser Joseph II. benannte Platz wird an drei Seiten von dem Redoutensaaltrakt, der Hofbibliothek und dem Augustinertrakt umschlossen. Die nordöstliche Abgrenzung bildet das Palais Pallavicini.

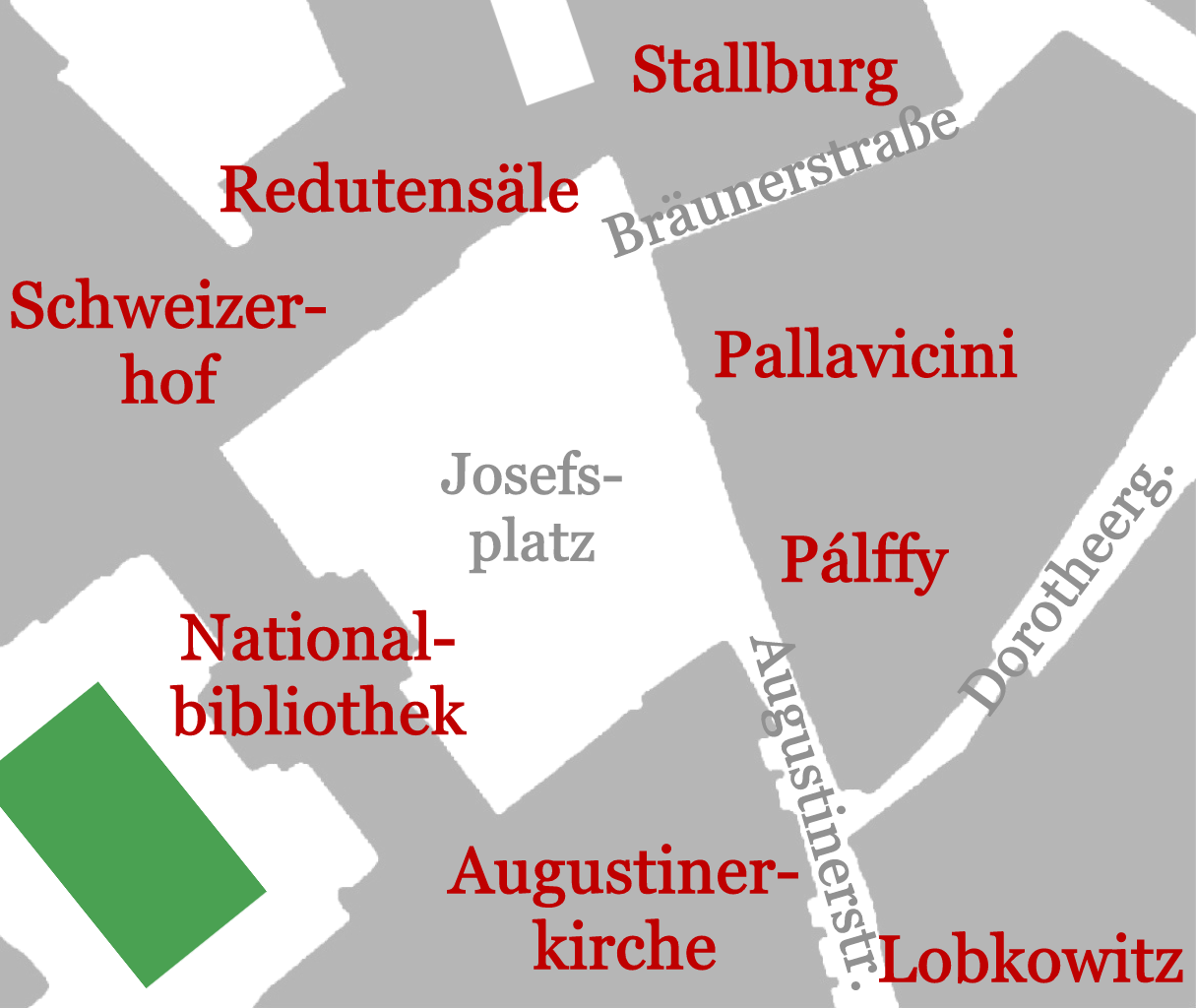
Lageplan

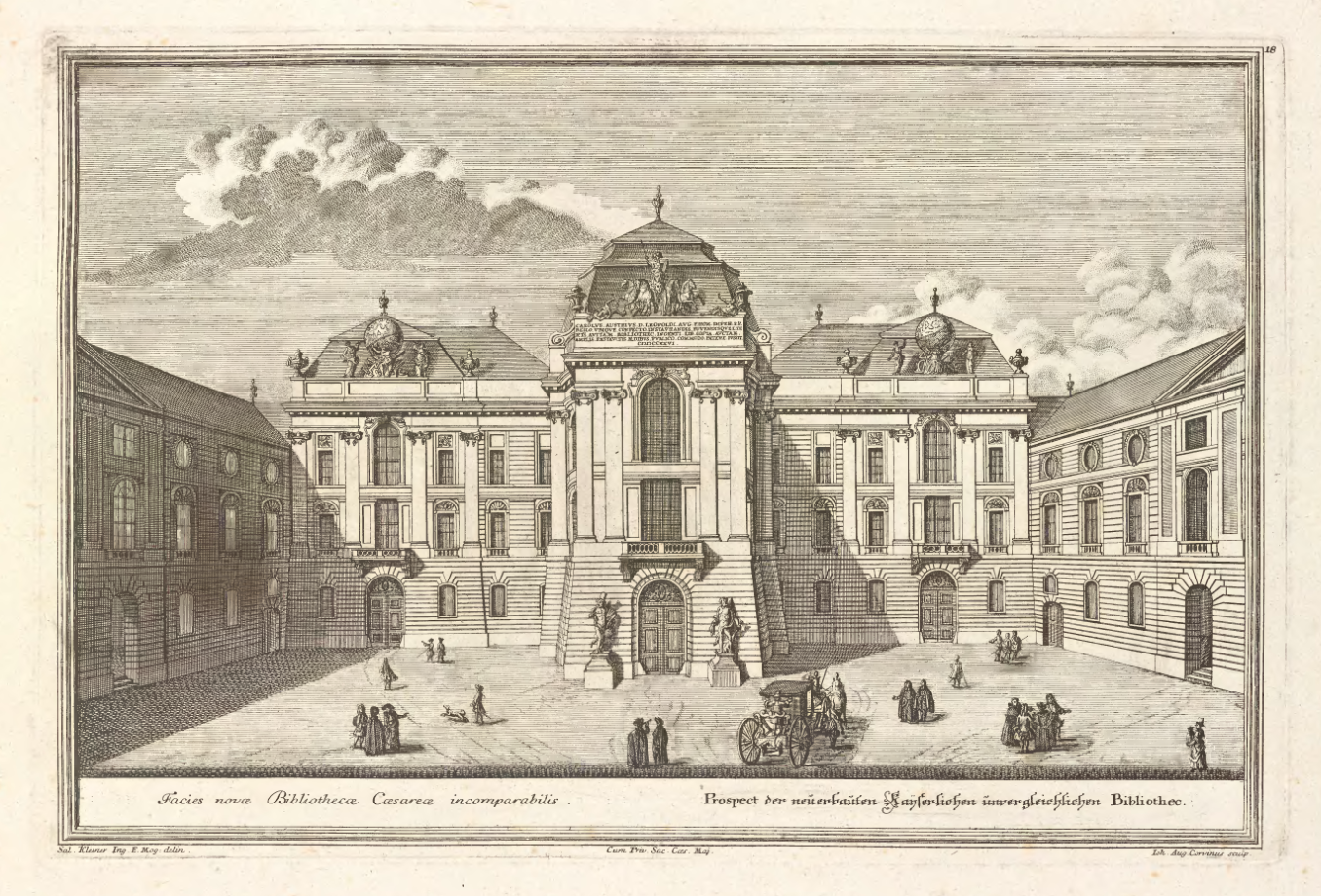
Der spätere Josefsplatz und die kaiserliche Hofbibliothek, 1733. Stich von Salomon Kleiner.

## Geschichte
Der Josefsplatz hat eine bewegte Geschichte. Die Fläche fand im Laufe der Jahrhunderte unterschiedliche Verwendungen, wobei sie ursprünglich als Friedhof der Augustinermönche diente. Daneben wurde der Platz auch für Tanzfeste und für die Reitpferde des Hofes benutzt, woraus sich die frühere Bezeichnung „Tummelplatz“ ableitet.
Das Areal gehörte ursprünglich nicht zur Wiener Hofburg. Friedrich III. legte, nachdem er 1459–1460 zwei Häuser und einen Großteil des Friedhofareals erworben hatte, einen Garten an; 1517 nach Zukauf eines weiteren Hauses auch einen Rosstummelplatz. 1550–1553 wurden die Anlagen zur Straße hin durch den (älteren) Augustinergang abgeschlossen. Um 1575 kam es zum Bau des ersten Reitschulgebäudes. 1681–1683 ließ Leopold I. an der Stelle des heutigen Mittelbaus der Österreichischen Nationalbibliothek ein Gebäude für die Bibliothek und eine gedeckte kaiserliche Reitschule errichten (1710 wurde der Josefsplatz deshalb als "Kaiserliche Reitschul" bezeichnet). Unter Maria Theresia hieß der Josefsplatz Bibliotheksplatz.
1767 wurde der Augustinergang beseitigt. Bei dieser Gelegenheit entstand durch die Öffnung zur Stadt hin aus einer unregelmäßigen Grundform ein dreiseitig gefasster Ehrenhof, der sich nach außen Richtung Stadt erstreckte, der heutige Josefsplatz. Nikolaus Pacassi verlängerte 1769 die Fassade der Hofbibliothek u-förmig vor die Redoutensäle auf der rechten Seite und vor die Augustinerkirche auf der linken Seite und schuf so einen würdigen Platz für das spätere Imperatorendenkmal Kaiser Josephs II. Die vierte Seite dieses Platzes wurde 1783–1784 durch das klassizistische Palais Fries-Pallavicini und das Palais Pálffy geschlossen.
Kaiser Joseph II. machte 1783 den ehemaligen Reit- und Tummelplatz durch das Niederreißen der Mauer, die von der Augustinerkirche bis zum Schwibbogen der Stallburg reichte, der Öffentlichkeit zugänglich. Damit erhielt der Platz 1786 den heutigen Namen.

## Platzgestaltung

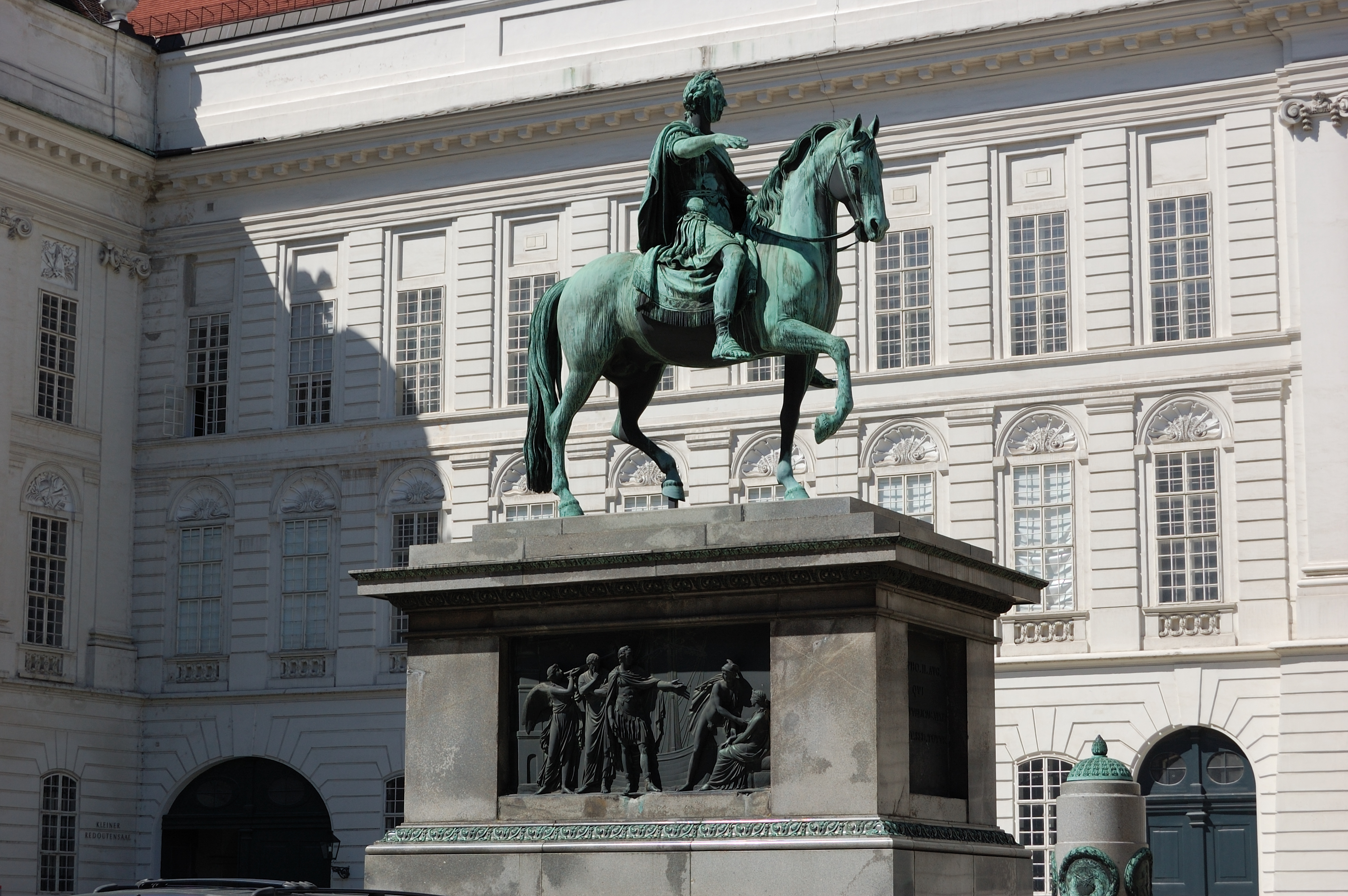
Denkmal Josephs II.

In der Mitte des Platzes befindet sich eine Reiterstatue von Kaiser Joseph II.; Auftraggeber war Kaiser Franz II., später I. Sie ist der Statue des Marc Aurel am Kapitol in Rom nachempfunden und wurde von Franz Anton Zauner 1795 bis 1807 in der Akademie der bildenden Künste gefertigt. Das Modell selbst war bereits 1797 fertiggestellt und wurde zuerst in Laxenburg ausgestellt, bis es 1808 im Schlosspark Schönbrunn aufgestellt wurde.
Joseph II. wird, wie Marc Aurel, auf dem Pferd sitzend dargestellt, die rechte Hand zum Gruß erhoben. Der Bronzeguss wurde im Gusshaus auf der Wieden, damals eine Vorstadt Wiens, gegossen und galt zu jener Zeit als der größte Guss außerhalb Frankreichs. Die Statue, die am 3. November 1807 im Beisein von Franz I., dem Neffen des Geehrten, enthüllt wurde, steht auf einem Sockel aus poliertem Mauthausner Granit, der von Reliefs und Medaillons geschmückt wird. Darauf sind Szenen des Handels und des Ackerbaus dargestellt. Rund um das Denkmal grenzt eine Bronzekette das gesamte Standbild ab.

## Der Platz im Film und auf einer Münze

### Der Platz im Film
Der Josefsplatz wurde bei Dreharbeiten im Herbst 1948 als Kulisse für den Film Der dritte Mann  genützt. Das Dritte-Mann-Museum bietet eine geführte Tour durch Wien mit den wichtigsten Kulissen der Filmszenen an, darunter auch der Josefsplatz.

### Der Platz auf einer Münze
Aus Anlass der zweiten EU-Präsidentschaft Österreichs im Jahr 2006 prägte die Münze Österreich eine silberne 5-Euro-Münze. Die Rückseite zeigt die Hofburg vom Josefsplatz her gesehen. Im Zentrum der Münze steht das Kaiser-Joseph-Denkmal. Auf der Vorderseite sind unter anderem der Nennwert und die neun Wappen der österreichischen Bundesländer abgebildet, die der Münze ihre markante neunseitige Form geben.